# Критика на фарисеите
Критиката на Исус към фарисеите с техния морал е списък с критики от Исус към писари и фарисеи.
Първото евангелие съдържа общо седем упрека, а второто – шест спрямо морала на библейските лицемери:
| „ | Горко вам, книжници и фарисеи, лицемери, задето затваряте царството небесно пред човеците; защото нито вие влизате, нито влизащите пускате да влязат. Горко вам, книжници и фарисеи, лицемери, задето изпояждате домовете на вдовиците и лицемерно дълго се молите; затова ще получите по-голямо осъждане. Горко вам, книжници и фарисеи, лицемери, задето обикаляте море и суша, за да добиете един последовател; и кога сполучите това, правите го син на геената дваж по-достоен от вас. Горко вам, водачи слепи, които казвате: ако някой се закълне в храма, не е нищо; но ако някой се закълне в златото на храма, задължава се. Безумни и слепи, кое, наистина, стои по-горе: златото, или храмът, който освещава златото? Също казвате: ако някой се закълне в жертвеника, не е нищо; но ако някой се закълне в дара, който е върху него, задължава се. Безумни и слепи, кое, наистина, стои по-горе: дарът ли, или жертвеникът, който освещава дара? | “ |

(Мат. 23:13-20)
| „ | Но горко вам, фарисеи, задето давате десятък от гьозум, седефче и от всякакъв зеленчук, а немарите за съда и любовта Божия: това трябваше да правите, и онова да не оставяте. Горко вам, фарисеи, задето обичате предни седалища в синагогите и поздрави по тържищата. Горко вам, книжници и фарисеи, лицемери, защото сте като гробове, които не личат, и по които човеците ходят, без да знаят. На това някой от законниците Му рече: Учителю, като говориш това, Ти и нас обиждаш. Но Той рече: и на вас, законниците, горко, задето товарите човеците с мъчни за носене бремена, а сами дори и с един пръст се не допирате до товарите. Горко вам, задето зидате гробници на пророците, които вашите бащи избиха, с това свидетелствувате за делата на бащите си и ги одобрявате, защото те избиха пророците, а вие им зидате гробници. Затова и Божията премъдрост рече: ще им пратя пророци и апостоли, и от тях ще убият и изгонят, за да се изиска от тоя род кръвта на всички пророци, проляна от създание мира, от кръвта на Авеля до кръвта на Захария, убит между жертвеника и храма. Да, казвам ви, ще се изиска от тоя род. Горко вам, законници, задето взехте ключа на познанието: сами не влязохте, и на влизащите попречихте. | “ |

(Лука 11:42-53)